# محمد صديق كوبادجا
محمد صديق كوبادجا  (بالفرنسية: Mohamed Sadik Coubageat) من مواليد 14 نوفمبر 1982 في لومي، التوغو، وهو لاعب كرة قدم توغولي يلعب حاليا لنادي الاتحاد.